# Исеть (небоскрёб)
Башня «Исеть» — 52-этажный небоскрёб на территории будущего комплекса Екатеринбург-Сити, построенный в 2008—2016 годах. Здание имеет преимущественно жилое назначение, при этом не исключается возможность размещения офисных площадей в нижней части (от 8 до 12 этажей). Всего в башне размещено 225 апартаментов, по данным Росреестра имеющих тип «Нежилое помещение».
До 2016 года «Исеть» была самым северным небоскрёбом планеты из уже построенных, до того, как в августе этого года её опередил по высоте ещё строившийся в Санкт-Петербурге «Лахта-Центр». По завершении строительства этот неофициальный титул окончательно перешёл к Лахта-Центру, который более, чем на 250 метров выше «Исети» и севернее её на 3,5 градуса.

## Первоначальный проект
Первоначальный проект башни был разработан архитектурным бюро Valode&Pistre. В здании предполагалось иметь 47 жилых этажей, три надземных технических этажа и четыре подземных. Максимальная высота здания (по шпилю) должна была составить 215,0 м (по другим данным — 214 м), по перекрытию последнего технического этажа — 181,6 м, отметка пола 47-го этажа находится на высоте 172,0 метра. Высота жилых этажей — 3,6 м, технических этажей и этажей стоянки — 3,2 м, общественных этажей — 5,0 м. В небоскрёбе предполагалось разместить апартаменты (115 панорамных резиденций), а также офисы, резиденции, торговые объекты премиум-класса, кафе, рестораны, фитнес и спа-центр с бассейном. Стоимость строительства в 2007 году оценивалась в 200 млн $, а в 2008 году - уже в 230 млн $ (без учёта расходов на инфраструктуру).
Башня должна была состоять из двух конструкций в форме разновысоких цилиндров медного цвета, частично переходящих один в другой. Как утверждает застройщик, одной из архитектурных особенностей здания должно стать то, что расположение апартаментов будет учитывать движение солнца. На самом верху здания изначально предполагалось разместить восходящую спираль, под сводами которой будут находиться зимние сады. На спиралевидную форму здания архитекторов вдохновило два следующих момента: конструкция башни воспроизводит структуру ДНК, при этом она выдержана в геометрии конструктивизма.
Внешне башня должна была быть изготовлена из стекла и бетона, а внутри - отделана натуральным природным камнем и современными композитными материалами. В здании был предусмотрена стоянка на 170 машиномест.
В первоначальный проект после разрыва контракта между УГМК-Холдингом и Valode&Pistre были внесены изменения. Новый облик здания стал известен 17 октября 2011 года в ходе официальной презентации «Башни Исеть» (см. раздел Проект 2011 года).

## Проект 2011 года
Согласно новой концепции, «Башня „Исеть“» будет представлять собой жилой комплекс из 225 апартаментов премиум-класса площадью от 80 до 490 м², размещённых на 52 этажах здания высотой 209 м и общей площадью 80 983 м² (из них 23 780 м² это площадь подземных этажей и пристроенной стоянки). Общая площадь апартаментов составляет 30 442 м², в том числе площадь трёх двухуровневых апартаментов — 1285 м². 31-й, 51-й и 52-й этажи являются техническими, а в уровне 53-го этажа расположена крышная котельная. Нижняя отметка подземной части здания −13,95 м, стоянки − 14,7 м. Высота жилых этажей с 5-го по 40-й — 3,6 м, с 41-го этажа по 50-й — 4,5 м. Остальные этажи имеют нестандартную высоту, самый высокий из них 1-й — 5,4 м. Отметка пола последнего эксплуатируемого этажа (50-й) — 189,0 м от уровня нулевой отметки (пола первого этажа) или 192,04 м от уровня улицы Бориса Ельцина.
Первые четыре этажа здания предназначены для размещения функционально-сервисного блока с комнатой досуга детей, бассейном, тренажёрным залом, SPA, рестораном и сервисными службами. Все апартаменты будет иметь индивидуальный тепловой пункт (ИТП), позволяющий эффективно использовать поступающее тепло в квартире. Панорамное остекление фасада выполнено из специального стекла, оно призвано обеспечивать одновременно как защиту от солнечной радиации, так и необходимый объём естественного освещения. Все окна в здании будут панорамными. Стёкла окон покроют серебряным напылением с коэффициентом отражения около 20 %.
В здании предусмотрены четыре технических этажа, на которых будут находиться блоки приточной вентиляции. Четырёхуровневая подземная стоянка рассчитана на 420 машиномест.
В «Башне „Исеть“» будут размещены семь лифтов (в том числе один эвакуационный), две незадымляемые лестничные клетки, а в центре башни — противопожарная зона с отдельной системой вентиляции и несгораемыми стенами.

## История строительства
Договор генерального подряда на строительство небоскрёба был подписан 11 декабря 2007 года ООО «Буиг-Строй» (дочерней компанией французского концерна Bouygues Batiment International) и ООО «Екатеринбург-Сити» (дочерней компанией УГМК-Холдинг, выступающей в роли заказчика-застройщика и девелопера Екатеринбург-Сити). Официально строительство было начато 12 февраля 2008 года, когда была произведена закладка «первого камня». В торжественной церемонии приняли участие губернатор Свердловской области Эдуард Россель, первый заместитель главы города Екатеринбурга Александр Якоб, генеральный директор УГМК Андрей Козицын, генеральный директор концерна «Bouygues Batiment International» Оливье-Мари Расин и руководитель архитектурного бюро «Valode&Pistre» Жан Пистр.
На момент начала строительства предполагалось, что каркас здания будет возведён к 2009 году, а объект сдан в конце 2010 года. Как впоследствии выяснилось, строительные работы были начаты без положительного заключения Госэкспертизы на строительство объекта. 21 июля 2008 года свердловский арбитражный суд удовлетворил иск Ростехнадзора по УрФО, настаивающего на незаконности стройки «Исети» из-за отсутствия у ООО «Екатеринбург-Сити» разрешительных документов. Согласно решению суда, строительство здания было приостановлено на срок 90 дней. По оценкам экспертов, ущерб от простоя мог составить не менее 15 млн рублей. В августе 2008 года пермский апелляционный суд отменил решение свердловского арбитражного суда по остановке строительства, в связи с чем в следующем месяце оно было возобновлено.
В декабре 2008 года из-за финансовых трудностей ООО «Екатеринбург-Сити» строительство «Исети» было приостановлено на этапе рытья котлована. В августе 2010 года строительство было возобновлено с заменой генерального подрядчика: им стала «Балтийская строительная компания», в качестве субподрядчика монолитных работ выбрана ГК «Высотка», занимавшаяся также строительством небоскрёба «Высоцкий» («Антей»). 20 августа 2010 года была проведена официальная церемония возобновления строительства. Ожидалось, что работы по строительству четырёх подземных этажей (нулевой цикл) будут завершены к июню 2011 года, после чего начнётся возведение надземных этажей. Строительство предполагается завершить в 2014 году, а финишную внутреннюю отделку к сентябрю 2015 года.
В период с 9 по 11 января 2011 года на подбетонном основании котлована «Исети» (глубина 16 м) была произведена заливка фундаментной плиты площадью свыше 2700 м² и толщиной в 2,5 м, для этого потребовалось 6647 м³ бетона. С 23 января по 2 февраля был произведён монтаж башенных кранов марки JASO. В апреле 2012 года они были демонтированы и заменены на самоподъёмный башенный кран марки Terex Comedil CTL 180-16 H20.
В середине августа 2013 года началось остекление башни.
В октябре 2013 года были открыты продажи апартаментов в башне «Исеть». Цены начинаются от 200 000 р. за квадратный метр, что является максимальным для жилья бизнес-класса в Екатеринбурге. За первые две недели с начала продаж были заключены 6 договоров с покупателями.
В начале июля 2014 года монолитные работы на башне были завершены. В конце сентября этого же года на башне была смонтирована корона, таким образом здание было достроено до верхней точки. Ведутся внутренние отделочные работы, в январе 2015 года завершено остекление.
В декабре 2015 года на башне включили подсветку.
8 января 2017 года башня была официально введена в эксплуатацию.
В 2019 году между башней и гостиницей hyatt regency был построен технический надземный переход.
- Этапы строительства
- 22 апреля 2012 года
- 11 августа 2012 года
- 22 августа 2012 года
- 31 августа 2013 года
- 23 сентября 2014 года
- 19 июня 2016 года

## Описание
Башня «Исеть» представляет собой жилой комплекс высотой 212,8 м и общей площадью 80 983 м² (из них 23 780 м² это площадь подземных этажей и пристроенной стоянки).
В здании располагается 225 апартаментов разной площади, минимальная — 78 м², максимальная — 500 м². С 6 по 39 этаж находятся 2—3-комнатные апартаменты (от 79 до 164 м²), с 41 по 47 этаж — 4-комнатные (228—292 м²). По состоянию на июль 2021 года, стоимость выставленных на продажу квартир составляла от 255 до 263 тыс. руб. за 1 кв.м. Апартаменты оборудованы системой «умный дом». С помощью неё можно управлять климатом в апартаментах, получать данные с видеокамер, расположенных на объекте, видеть информацию о количестве потребляемых коммунальных ресурсов и так далее. При желании жилец может добавить опций — управлять светом, звуком, наполнять ванну водой дистанционно. Работает консьерж-служба, которая займётся доставкой еды, прачечными, курьерскими и другими услугами. На 50-м этаже есть общая зона для жителей — многофункциональный зал. Общая площадь апартаментов составляет 30 442 м², в том числе площадь трёх двухуровневых апартаментов — 1285 м².
Вершина небоскрёба будет использоваться в технических целях и для эвакуации в случае пожара. Здесь не будет смотровых площадок, по причине того, что башня предназначена для жилых апартаментов.
31-й, 51-й и 52-й этажи являются техническими, а в уровне 53-го этажа расположена крышная котельная. В здании два вида лифтов. Первые ходят до 25 этажа со скоростью 3 м/cек. — время подъёма составляет 30 секунд. Другие лифты, со скоростью в два раза выше, поднимаются до самого верхнего жилого этажа — 50-го. Два верхних этажа технические — там расположено оборудование, которое обеспечивает жизнедеятельность башни.
В здании также три ресторана, подземная стоянка на 300 авто, ещё 100 машиномест запроектировано на наземной стоянке.
На башне смонтирована система подсветки, которая позволит создать объёмно-пространственное восприятие и изображать картинку на фасаде. Всего там находится 3 396 лампочек. Помимо этого, ещё 360 светильников в нижней части здания и 64 светильника освещают 12-метровые зубья короны на самом верху. Подсветка башни пока работает в тестовом режиме.
Стоимость строительства небоскрёба не разглашается. Башня «Исеть» позиционировалась как самый высокий северный небоскрёб планеты. В 2018 году её обогнал Лахта-центр в Санкт-Петербурге.
«Исеть» — второй объект делового центра «Екатеринбург-Сити», который реализуется в историческом центре города. По планам, здесь должны появиться ещё три небоскрёба, высота которых составит 214, 250 и 300 метров.
- Башня на видах Екатеринбурга